# Рабочий кабинет (Индонезия)
Рабо́чий кабине́т (индон. Kabinet Kerja) — правительство Индонезии, сформированное президентом Джоко Видодо, широко известным под прозвищем Джокови, 26 октября 2014 года и приведённое к присяге на следующий день, 27 октября 2014 года.
Впервые Джокови упомянул о составе своего будущего кабинета 15 октября 2014 года, когда заявил, что в его кабинет будет состоять из 34 членов, из которых 16 будут членами политических партий, поддержавших его на президентских выборах, а ещё 18 — профессионалами, не связанными с партиями. Официальное оглашение состава кабинета должно было состояться 22 октября 2014 года, однако оно было отложено из-за желания Джокови провести консультации с Советом народных представителей, Комиссией по борьбе с коррупцией и Центром отчётов и анализа финансовых операций. По итогам этих консультаций восемь кандидатов на министерские посты, изначально предложенных Джокови, были признаны Комиссией по борьбе с коррупцией «проблематичными», а кандидатура Виранто, которого предполагалось назначить на пост министра-координатора по вопросам политики, права и безопасности, была отклонена из-за наличия у последнего проблем с соблюдением прав человека в прошлом.
В итоговом составе кабинета, сформированного Джокови, 34 члена, 14 из которых — выдвиженцы политических партий, поддержавших его на выборах. Министры нового правительства относительно молоды — 20 членам кабинета на момент назначения не исполнилось 45 лет. Также в кабинет входят 8 женщин, среди которых — Ретно Марсуди, первая женщина-министр иностранных дел в истории Индонезии. При формировании кабинета был нарушен ряд традиций: так, в состав кабинета не были включены генеральный прокурор и глава Государственного разведывательного управления Индонезии, а также секретарь кабинета.
Согласно укоренившейся политической традиции, все индонезийские правительства, начиная с конца 1950-х годов, имели официальные названия. Официальное название кабинета министров, сформированного Джокови — «Рабочий кабинет» (индон. Kabinet Kerja). При этом не стоит путать Рабочий кабинет Джокови с Первым, Вторым, Третьим и Четвёртым рабочими кабинетами, сформированными президентом Сукарно в первой половине 1960-х годов.

## Состав кабинета
Беспартийный
 Демократическая партия борьбы Индонезии
 Партия единства и развития
 Партия национального пробуждения
 Машуми
 Партия народной совести
 Национально-демократическая партия (Индонезия)
 Голкар
 Партия национального мандата
| Должность | Фото | Фото | Имя                              | Вступил в должность   | Покинул должность     |
| --- | ---- | ---- | -------------------------------- | --------------------- | --------------------- |
| Президент и вице-президент                                                                                    |      |      |                                  |                       |                       |
| Президент |      |      | Джоко Видодо                     | 20 октября 2014 года  | 20 октября 2019 года  |
| Вице-президент                                                                                                |      |      | Юсуф Калла                       | 20 октября 2014 года  | 20 октября 2019 года  |
| Министры-координаторы [ 10 ]                                                                                  |      |      |                                  |                       |                       |
| Министр-координатор по вопросам политики, права и безопасности                                                |      |      | Теджо Эди Пурдиятно              | 27 октября 2014 года  | 12 августа 2015 года  |
| Министр-координатор по вопросам политики, права и безопасности                                                |      |      | Лухут Бинсар Панджаитан          | 12 августа 2015 года  | 27 июля 2016 года     |
| Министр-координатор по вопросам политики, права и безопасности                                                |      |      | Виранто                          | 27 июля 2016 года     | 20 октября 2019 года  |
| Министр-координатор по вопросам экономики                                                                     |      |      | Софьян Джалил                    | 27 октября 2014 года  | 12 августа 2015 года  |
| Министр-координатор по вопросам экономики                                                                     |      |      | Дармин Насутион                  | 12 августа 2015 года  | 20 октября 2019 года  |
| Министр-координатор по вопросам человеческого развития и культуры                                             |      |      | Пуан Махарани                    | 27 октября 2014 года  | 1 октября 2019 года   |
| Министр-координатор по вопросам человеческого развития и культуры                                             |      |      | Дармин Насутион                  | 1 октября 2019 года   | 20 октября 2019 года  |
| Министр-координатор по вопросам водных ресурсов                                                               |      |      | Индройоно Сусило                 | 27 октября 2014 года  | 12 августа 2015 года  |
| Министр-координатор по вопросам водных ресурсов                                                               |      |      | Ризал Рамли                      | 12 августа 2015 года  | 27 июля 2016 года     |
| Министр-координатор по вопросам водных ресурсов                                                               |      |      | Лухут Бинсар Панджаитан          | 27 июля 2016 года     | 20 октября 2019 года  |
| Министры |      |      |                                  |                       |                       |
| Министр внутренних дел                                                                                        |      |      | Чахьо Кумоло                     | 27 октября 2014 года  | 20 октября 2019 года  |
| Министр иностранных дел                                                                                       |      |      | Ретно Марсуди                    | 27 октября 2014 года  | 20 октября 2019 года  |
| Министр обороны                                                                                               |      |      | Рямизард Рякуду                  | 27 октября 2014 года  | 20 октября 2019 года  |
| Министр юстиции и прав человека                                                                               |      |      | Ясонна Лаоли                     | 27 октября 2014 года  | 1 октября 2019 года   |
| Министр юстиции и прав человека                                                                               |      |      | Чахьо Кумоло                     | 1 октября 2019 года   | 20 октября 2019 года  |
| Министр финансов                                                                                              |      |      | Бамбанг Броджонегоро             | 27 октября 2014 года  | 27 июля 2016 года     |
| Министр финансов                                                                                              |      |      | Сри Мульяни Индравати            | 27 июля 2016 года     | 20 октября 2019 года  |
| Министр энергетики и минеральных ресурсов                                                                     |      |      | Судирман Саид                    | 27 октября 2014 года  | 27 июля 2016 года     |
| Министр энергетики и минеральных ресурсов                                                                     |      |      | Арчандра Тахар                   | 27 июля 2016 года     | 15 августа 2016       |
| Министр энергетики и минеральных ресурсов                                                                     |      |      | Лухут Бинсар Панджаитан          | 15 августа 2016       | 14 октября 2016 года  |
| Министр энергетики и минеральных ресурсов                                                                     |      |      | Игнасиус Джонан                  | 14 октября 2016 года  | 20 октября 2019 года  |
| Министр промышленности                                                                                        |      |      | Салех Хусин                      | 27 октября 2014 года  | 27 июля 2016 года     |
| Министр промышленности                                                                                        |      |      | Аирлангга Хартарто               | 27 июля 2016 года     | 20 октября 2019 года  |
| Министр торговли                                                                                              |      |      | Рахмат Гобел                     | 27 октября 2014 года  | 12 августа 2015 года  |
| Министр торговли                                                                                              |      |      | Томас Трикаси Лембонг            | 12 августа 2015 года  | 27 июля 2016 года     |
| Министр торговли                                                                                              |      |      | Энггартиясто Лукита              | 27 июля 2016 года     | 20 октября 2019 года  |
| Министр сельского хозяйства                                                                                   |      |      | Амран Сулайман                   | 27 октября 2014 года  | 20 октября 2019 года  |
| Министр лесного хозяйства и окружающей среды                                                                  |      |      | Сити Нурбая Бакар                | 27 октября 2014 года  | 20 октября 2019 года  |
| Министр транспорта                                                                                            |      |      | Игнасиус Джонан                  | 27 октября 2014 года  | 27 июля 2016 года     |
| Министр транспорта                                                                                            |      |      | Буди Карья Сумади                | 27 июля 2016 года     | 20 октября 2019 года  |
| Министр по делам водных ресурсов и рыболовства                                                                |      |      | Суси Пуджиастути                 | 27 октября 2014 года  | 20 октября 2019 года  |
| Министр по делам человеческих ресурсов                                                                        |      |      | Ханиф Дакири                     | 27 октября 2014 года  | 20 октября 2019 года  |
| Министр по делам общественных работ и государственного жилищного строительства                                |      |      | Басуки Хадимульоно               | 27 октября 2014 года  | 20 октября 2019 года  |
| Министр здравоохранения                                                                                       |      |      | Нила Джувита Анфаса Мулук        | 27 октября 2014 года  | 20 октября 2019 года  |
| Министр культуры, начального и среднего образования                                                           |      |      | Анис Басведан                    | 27 октября 2014 года  | 27 июля 2016 года     |
| Министр культуры, начального и среднего образования                                                           |      |      | Мухаджир Эффенди                 | 27 июля 2016 года     | 20 октября 2019 года  |
| Министр по делам земельных ресурсов и стратегического планирования и глава Национального земельного агентства |      |      | Ферри Муршидан Балдан            | 27 октября 2014 года  | 27 июля 2016 года     |
| Министр по делам земельных ресурсов и стратегического планирования и глава Национального земельного агентства |      |      | Софьян Джалиль                   | 27 июля 2016 года     | 20 октября 2019 года  |
| Министр социального обслуживания                                                                              |      |      | Хофифах Индар Параванса          | 27 октября 2014 года  | 17 января 2018 года   |
| Министр социального обслуживания                                                                              |      |      | Идрус Мархам                     | 17 января 2018 года   | 24 августа 2018 года  |
| Министр социального обслуживания                                                                              |      |      | Агус Гумиванг Картасасмита       | 24 августа 2018 года  | 20 октября 2019 года  |
| Министр по делам религии                                                                                      |      |      | Лукман Хаким Сайфуддин           | 27 октября 2014 года  | 20 октября 2019 года  |
| Министр коммуникаций и информации                                                                             |      |      | Рудиантара                       | 27 октября 2014 года  | 20 октября 2019 года  |
| Министр исследований, технологий и высшего образования                                                        |      |      | Мoхамад Насир                    | 27 октября 2014 года  | 20 октября 2019 года  |
| Министр по делам кооперативов, малого и среднего бизнеса Индонезии                                            |      |      | Анак Агунг Геде Нгурах Пуспайога | 27 октября 2014 года  | 20 октября 2019 года  |
| Министр по правам женщин и защите детей                                                                       |      |      | Йоана Сусана Ембисе              | 27 октября 2014 года  | 20 октября 2019 года  |
| Министр по делам сельского хозяйства, неблагоприятных регионов и трансмиграции                                |      |      | Марван Джафар                    | 27 октября 2014 года  | 27 июля 2016 года     |
| Министр по делам сельского хозяйства, неблагоприятных регионов и трансмиграции                                |      |      | Эко Путро Санджойо               | 27 июля 2016 года     | 20 октября 2019 года  |
| Министр по делам административных и бюрократических реформ                                                    |      |      | Юдди Хриснанди                   | 27 октября 2014 года  | 27 июля 2016 года     |
| Министр по делам административных и бюрократических реформ                                                    |      |      | Асман Абнур                      | 27 июля 2016 года     | 15 августа 2018 года  |
| Министр по делам административных и бюрократических реформ                                                    |      |      | Шафруддин                        | 15 августа 2018 года  | 20 октября 2019 года  |
| Министр планирования национального развития и глава Агентства по планированию национального развития          |      |      | Андриноф Чаниаго                 | 27 октября 2014 года  | 12 августа 2015 года  |
| Министр планирования национального развития и глава Агентства по планированию национального развития          |      |      | Софьян Джалил                    | 27 октября 2014 года  | 27 июля 2016 года     |
| Министр планирования национального развития и глава Агентства по планированию национального развития          |      |      | Бамбанг Броджонегоро             | 27 июля 2016 года     | 20 октября 2019 года  |
| Министр по делам государственных предприятий                                                                  |      |      | Рини Сумарно                     | 27 октября 2014 года  | 20 октября 2019 года  |
| Министр туризма                                                                                               |      |      | Ариф Яхья                        | 27 октября 2014 года  | 20 октября 2019 года  |
| Министр по делам молодёжи и спорта                                                                            |      |      | Имам Нахрави                     | 27 октября 2014 года  | 19 сентября 2019 года |
| Министр по делам молодёжи и спорта                                                                            |      |      | Ханиф Дакири                     | 20 сентября 2019 года | 20 октября 2019 года  |
| Члены кабинета, не являющиеся министрами                                                                      |      |      |                                  |                       |                       |
| Секретарь кабинета                                                                                            |      |      | Анди Виджаянто                   | 27 октября 2014 года  | 12 августа 2015 года  |
| Секретарь кабинета                                                                                            |      |      | Прамоно Анунг Вибово             | 12 августа 2015 года  | 20 октября 2019 года  |
| Государственный секретарь                                                                                     |      |      | Пратикно                         | 27 октября 2014 года  | 20 октября 2019 года  |
| Заместитель министра финансов                                                                                 |      |      | Мардиасмо                        | 27 октября 2014 года  | 20 октября 2019 года  |
| Заместитель министра иностранных дел                                                                          |      |      | Абдуррахман Мохаммад Фахир       | 27 октября 2014 года  | 20 октября 2019 года  |